# Karl Hans Walter
Karl Hans Walter (*  30. Juli 1911 in Schwäbisch Gmünd; † 4. März 1999 in Wertheim) war ein deutscher Grafiker, Zeichner, Schriftgestalter und Hochschullehrer.

## Leben
Nach einer Goldschmiedelehre in Schwäbisch Gmünd studierte Walter ab 1930 an der Kunstgewerbeschule in Stuttgart. Unterbrochen von einem zweijährigen Aufenthalt in Stockholm führte er das Studium bis 1935 an der Staatsschule für angewandte Kunst in München bei Fritz Helmuth Ehmcke fort. Anschließend war er als freischaffender Werbegrafiker in Stuttgart tätig. 1939 wurde er zum Kriegsdienst im Zweiten Weltkrieg eingezogen. Nach der Entlassung aus der Kriegsgefangenschaft 1946, leitete er von 1948 bis 1953 eine Grundklasse an der Staatlichen Akademie der Bildenden Künste Stuttgart. 1953 wurde er an die Akademie der Bildenden Künste Nürnberg als Professor für angewandte Grafik berufen. Von 1965 bis 1967 stand er der Akademie als Präsident vor. Nach seiner Emeritierung 1976 lebte er in Pöcking am Starnberger See. Sein Nachlass befindet sich im Deutschen Kunstarchiv des Germanischen Nationalmuseums in Nürnberg.

## Werk
Karl Hans Walter entwarf zahlreiche Briefmarken für die Deutsche Bundespost, Plakate und Bucheinbände. Er war außerdem auch als Buchillustrator und Schriftgestalter tätig. Insgesamt entwarf Walter für die Deutsche Bundespost 17 Sondermarken, einen Block mit drei Marken und eine Dauerserie: Die 44 Werte der Bundespost und der Bundespost Berlin umfassende Heinemann-Dauerserie mit einer Auflage von 11,2 Milliarden Marken. Walter entwarf auch das Plakat für die Internationale Jugendbuchausstellung.

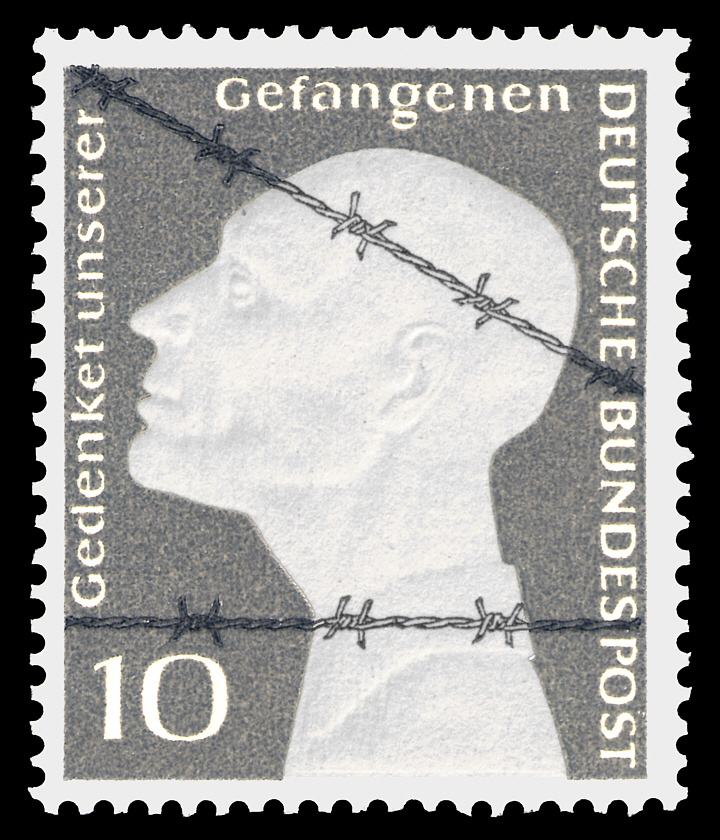
Briefmarke der Deutschen Bundespost Kriegsgefangene (1953)
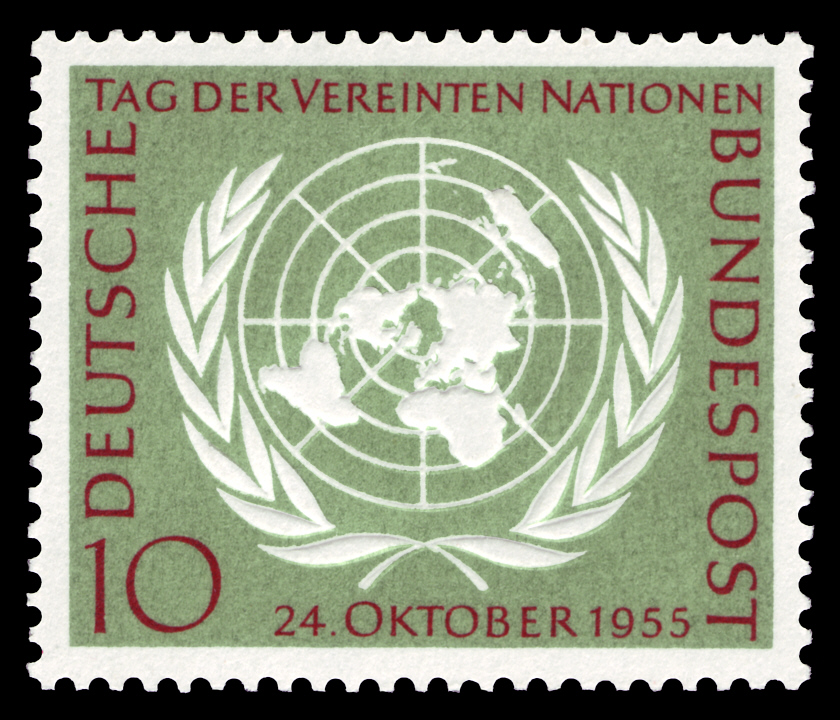
Briefmarke der Deutschen Bundespost 10 Jahre Vereinte Nationen (1955)
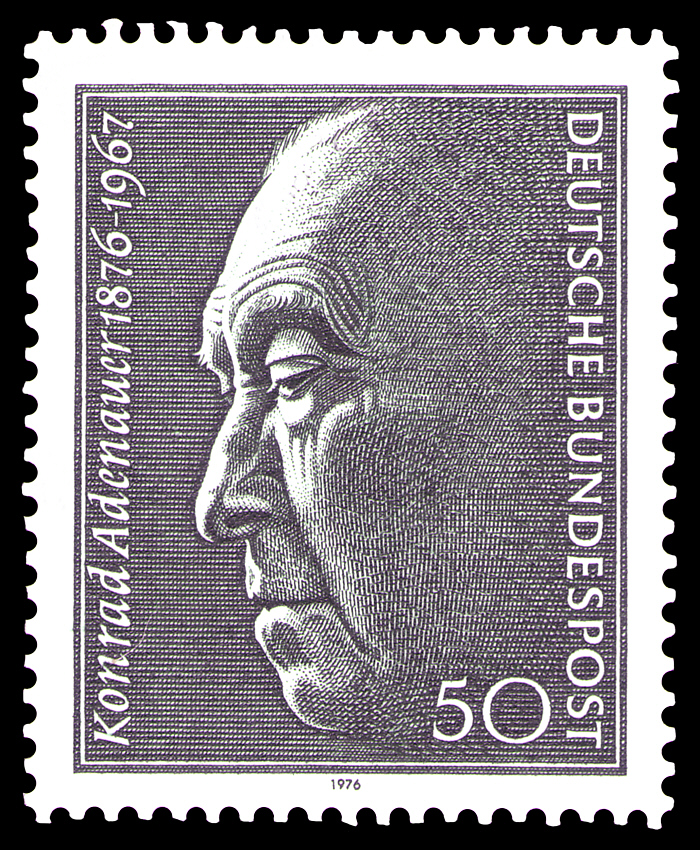
Briefmarke der Deutschen Bundespost zum 100. Geburtstag von Konrad Adenauer (1976)

## Veröffentlichungen
- Blumen am Wege. Tagebuch in Bildern, Ulm: Tapper 1947.